# Taxonomia de gênero
A taxonomia de gênero é uma classificação da gama de diferentes níveis nos quais seres humanos variam em relação aos caracteres sexuais que possam apresentar. É principalmente utilizada por especialistas médicos que trabalham na área de sexologia.
John Money e Milton Diamond são, provavelmente, os pesquisadores mais conhecidos nesta área. Money defendeu seu PhD em pesquisa sobre hermafroditismo e pseudo-hermafroditismo humanos, agora conhecidos como condições intersexo. A taxonomia começa em seu nível mais simples, o nível biológico, e rastreia diferenciações expressas em níveis cada vez mais complicados produzidos no decorrer do ciclo de vida humano.
| Nível                          | Possibilidades |
| ------------------------------ | --- |
| Cromossomos                    | - 46, XX (cariótipo feminino ) - 46, XY (cariótipo masculino) - 45, X0 (síndrome de Turner) - 47, XXY (síndrome de Klinefelter) - 47, XYY (síndrome de Jacobs) - 47, XXX (trissomia X) - 48, XXXX (tetrassomia X) - 48, XXYY (síndrome XXYY) - 49, XXXXX (pentassomia X) - 46, XX/XY (mosaicismo) - Outros mosaicos - e outras possibilidades |

Símbolo de macho

Símbolo de fêmea

Símbolo transgênero (preto e branco)

Símbolo alternativo de sexualidade baseado no enlace de Whitehead.

| Gônadas                        | - testículos - ovários - um de cada - ovotestes - outros tipos de disgenesia gonadal |
| Hormônios                      | - andrógenos: incluindo testosterona - estrógenos: incluindo estradiol, estriol, estrona - antiandrógenos - e outros |
| Genitais                       | - caracteres sexuais primários - ver o diagrama em DSD guidelines (em inglês) para o "sistema de seis classes". |
| Caracteres sexuais secundários | - caracteres físicos dimórficas que não são partes diretas do sistema reprodutor - outras que não caracteres primários |
| Estrutura cerebral             | - tipos especiais de caracteres secundários, devido a sua influência na psicologia e no comportamento |
| Identidade de gênero           | - identificação psicológica com qualquer dos sexos masculino ou feminino - de maneira simplista, as possibilidades de uma pessoa se identificar como sendo um homem, uma mulher ou como fora do convencional |
| Papel social de gênero         | - conformidade social social com as expectativas geradas por ser de qualquer dos sexos masculino ou feminino - exemplos: roupas, corte de cabelo, etc. |
| Preferência erótica            | - ginefilia, ou atracão sexual por mulheres ou feminilidade - androfilia, ou atracão sexual por homens ou masculinidade - bissexualidade - assexualidade - e diversas parafilias |